# Mana Muscarsel Isla
Mana Muscarsel Isla (Patagonia, 1987) es una escritora, performer, compositora y psicóloga comunitaria queer argentina.  
Su obra literaria—que abarca poesía, ensayo y narrativa—explora las relaciones humanas, los cuidados y la ruptura amorosa mediante un lenguaje inclusivo y perspectivas feministas.  
Desde 2011 combina la producción artística con la práctica clínica y la investigación en géneros y sexualidades.

## Formación y trayectoria profesional
Licenciada en Psicología, se especializó en géneros y sexualidades, área en la que cursó posgrado y presentó el trabajo «Ser lesbiana no es suficiente: la fiesta de las amigas. Lecturas críticas sobre el amor y la amistad» (UNLP, 2016).  
Trabajó como psicóloga comunitaria en políticas públicas con personas privadas de su libertad y en situación de vulnerabilidad psicosocial.

## Actividad literaria
Muscarsel Isla debutó con la novela Casino Casa Grande (EME Editorial, 2018). Su poemario La ruptura no será televisada (Palíndroma, 2020) es citado como uno de los primeros libros de poesía argentinos escritos íntegramente con lenguaje inclusivo.  
Su ensayo La fiesta de las amigas (Palíndroma/Alacraña, 2024) analiza la amistad como forma de vida y ha recibido atención de la crítica especializada.

### Recepción crítica
La prensa cultural ha destacado su «exploración sensible de los cuidados y la política del afecto».  
Página/12 subraya que La fiesta de las amigas «desnaturaliza el amor romántico y propone un imaginario cooperativo».  
Distintas Latitudes la incluyó entre «las poetas latinoamericanas jóvenes y diversas a seguir» en 2022.

## Trayectoria musical
Bajo el alias Mana Isla editó el álbum El verano más triste (2021), un trabajo de pop electrónico reseñado por IndieHoy por su «nostalgia luminosa y producción minimalista».  
Integra además el dúo Torito, donde combina spoken word y experimentación sonora.